# Mangalampet
Mangalampet es una ciudad y nagar Panchayat situada en el distrito de Cuddalore en el estado de Tamil Nadu (India). Su población es de 9278 habitantes (2011).

## Demografía
Según el censo de 2011 la población de Mangalampet era de 9278 habitantes, de los cuales 4698 eran hombres y 4580 eran mujeres. Mangalampet tiene una tasa media de alfabetización del 85,30%, superior a la media estatal del 80,09%: la alfabetización masculina es del 91,80%, y la alfabetización femenina del 78,78%.